# Doris am Ende

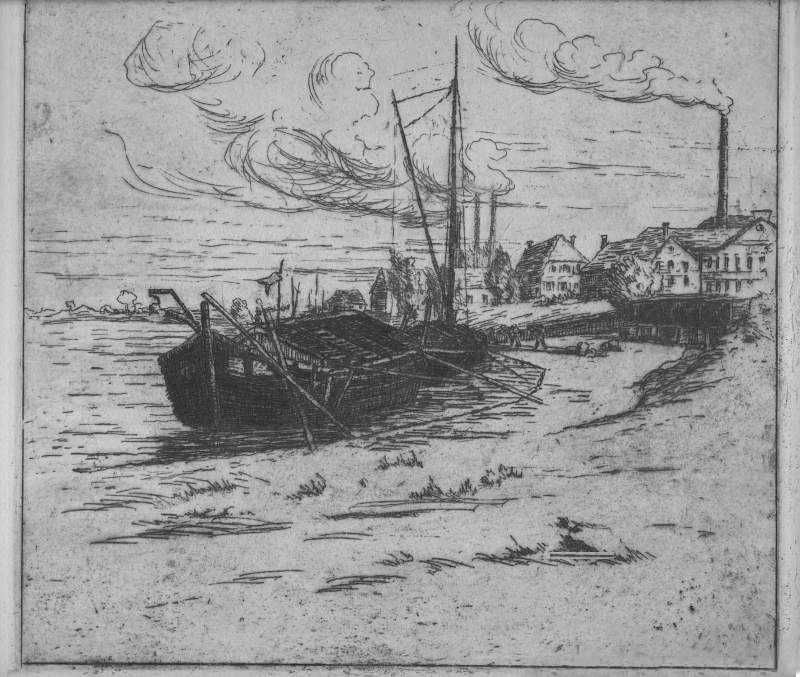
Elbkahn, 1900

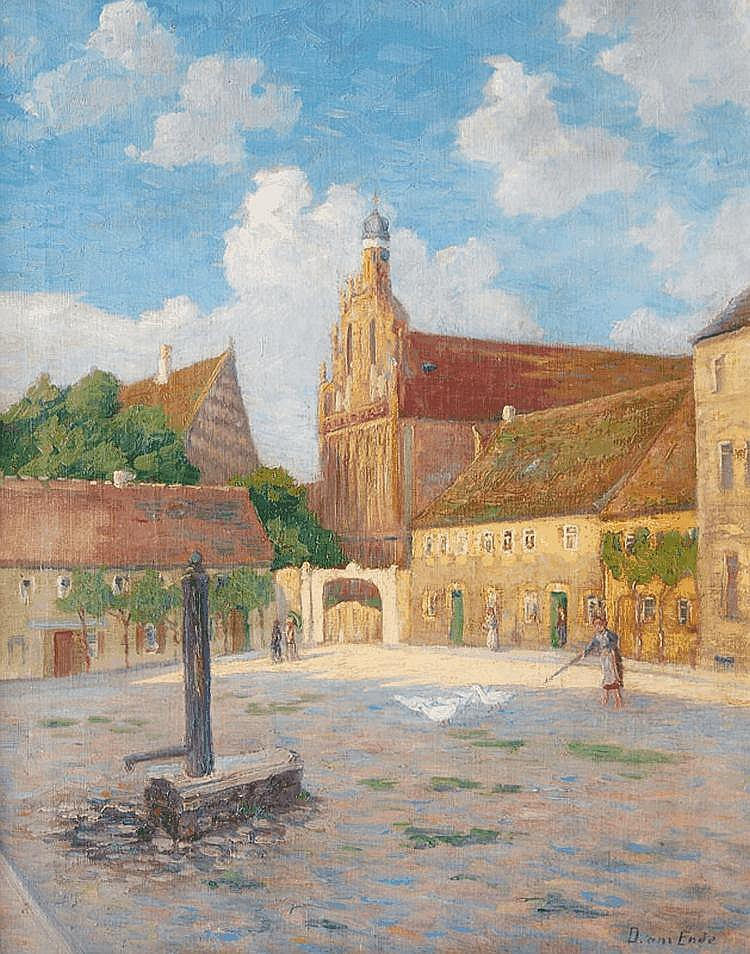
Altstädter Markt in Mühlberg/Elbe, undatiert

Agnes Ernestine Doris am Ende (* 22. Januar 1857 in Dresden; † 5. April 1944 ebenda) war eine deutsche Landschaftsmalerin und Grafikerin.

## Leben
Doris am Ende war eine Tochter des Bibliothekars im königlich statistischen Bureau Christian Gottlob Ernst am Ende (1819–1890) und dessen Frau Emma Seyffert (1827–1912). Die Malerin, Grafikerin und Cousine des Künstlers Hans am Ende erhielt ihre Ausbildung an den Kunstakademien Dresden und München. Weitere Studien führten sie an die Künstlerkolonie Worpswede. Anschließend war sie in Dresden tätig. Sie war Mitglied der Dresdner Kunstgenossenschaft und Mitbegründerin des Ortsverbandes Dresdner Künstlerinnen. 1902 weilte sie in der Künstlerkolonie Ahrenshoop, wie aus einer Eintragung im Gästebuch des Malers Paul Müller-Kaempff zu ersehen ist.
Doris am Ende erreichte ihre Bekanntheit vor allem durch Landschaftsradierungen, mit denen sie mehrfach u. a. den Münchner Glaspalast, die Große Berliner Kunstausstellung sowie die Dresdener Kunstausstellung beschickte. 1901 stellte sie beim Verein der Berliner Künstlerinnen aus, dessen Mitglied sie von 1901 bis 1927 war. Beteiligt war sie im Jahre 1909 außerdem an der II. Graphischen Ausstellung des Deutschen Künstlerbundes in der Galerie Arnold in Dresden.

## Werke
- Große Berliner Kunstausstellung: Bauernstube (1901); Am Kanal (1903); Alte Weiden (1910).
- Glaspalast München: Blick vom Berge, Nach dem Regen, Bauernstube (1901); Am Kanal, Große Wäsche (Interieur) (1903); Weidenlandschaft (1909).